# 8 tháng 8
Ngày 8 tháng 8 là ngày thứ 220 (221 trong năm nhuận) trong lịch Gregory. Còn 145 ngày trong năm.

## Sự kiện
- 1918 – Chiến tranh thế giới thứ nhất: Mở màn trận Amiens
- 1925 – Đại hội lần thứ nhất của Hội Ku Klux Klan (thường gọi là Đảng 3K) tại Washington D.C., Hoa Kỳ với 200.000 người tham gia
- 1945 – Chiến tranh thế giới thứ hai: Liên Xô tuyên chiến với Nhật Bản, mở màn Chiến dịch Mãn Châu (1945)
- 1945 – Đế quốc Việt Nam dưới sự điều hành của chính phủ Trần Trọng Kim thu hồi chủ quyền trên xứ Nam Kỳ
- 1949 – Bhutan ký hiệp định hữu nghị với Ấn Độ.[1]
- 1952 – Hawker Sea Fury là chiếc máy bay tiêm kích gắn động cơ piston cuối cùng bắn rơi một chiếc tiêm kích phản lực Mikoyan-Gurevich MiG-15 trong Chiến tranh Triều Tiên
- 1957 – Thành lập Viện Đại học Đà Lạt, cơ sở giáo dục bậc đại học thứ nhì ở Miền Nam Việt Nam
- 1967 – thành lập Hiệp hội các quốc gia Đông Nam Á (ASEAN) tại Bangkok, Thái Lan
- 1974 – Sự kiện Watergate: Tổng thống Hoa Kỳ Richard Nixon thông báo quyết định từ chức, có hiệu lực sau 1 ngày
- 1975 – Do mưa lớn bắt nguồn từ hoàn lưu bão Nina, hàng chục đập bị vỡ tại lưu vực Hoài Hà thuộc tỉnh Hà Nam, khiến hàng chục đến hàng trăm nghìn người thiệt mạng.
- 1988 – Bắt đầu Cuộc nổi dậy 8888 đòi dân chủ của sinh viên Yangon, sau lan rộng ra mọi tầng lớp dân chúng trên khắp Myanmar, biểu tượng Aung San Suu Kyi nổi lên.
- 1990 – Iraq chiếm Kuwait và sáp nhập nước này vào lãnh thổ Iraq
- 1993 - thành lập Technocom, tiền thân của Tập đoàn Vingroup
- 2008 – Khai mạc Thế vận hội Bắc Kinh 2008.
- 2008 - Chiến tranh Nam Ossetia 2008 bắt đầu.
- 2016 – Ra mắt nhóm nhạc nữ đình đám BLACKPINK

## Sinh
- 1079 – Nhật hoàng Horikawa
- 1881 – Paul Ludwig Ewald von Kleist, thống chế Đức
- 1901 – Ernest Orlando Lawrence, nhà vật lý học người Mỹ, giải thưởng Nobel năm 1939
- 1902 – Paul Dirac, nhà vật lý học lý thuyết người Anh
- 1921 – Lê Quang Đạo, Chính khách Việt nam
- 1926 – Dương Quân, nhà thơ trào phúng người Việt Nam
- 1948 – Svetlana Savitskaya, phi hành gia người Nga
- 1970 – Vũ Nhật Tân, nhạc sĩ người Việt Nam (m. 2020)
- 1978 – Louis Saha, cầu thủ bóng đá người Pháp
- 1981 – Roger Federer, vận động viên quần vợt chuyên nghiệp người Thụy Sĩ
- 1985 - Khưu Huy Vũ, ca sĩ người Việt Nam
- 1987 – Katie Leung, diễn viên người Scotland
- 1988 – Nghê Ni, diễn viên người Trung Quốc
- 1991 – Joël Matip, cầu thủ bóng đá người Cameroon

## Mất
- 1555 – Oronce Finé, nhà toán học Pháp (s. 1494)
- 1944 – Erwin von Witzleben, thống chế Đức (s. 1881)
- 1947 – Anton Ivanovich Denikin, tướng Nga (s. 1872)
- 1974 – Fulgencio Batista nhà độc tài quân sự, Tổng thống Cuba. (s. 1901)
- 1996 – Nevill Mott, người đoạt giải Nobel Vật lý (s. 1905)
- 2000 – Banja Tejan-Sie, Toàn quyền Sierra Leone 1968-1971 (s. 1917)[2]
- 2005 – Trần Quốc Vượng, sử gia Việt Nam (s. 1934)
- 2009 – Daniel Jarque cầu thủ Tây Ban Nha (s. 1983)
- 2022 – Olivia Newton-John, ca sĩ, diễn viên người Úc gốc Anh (s. 1948)

## Ngày lễ và kỷ niệm
Ngày Toàn dân rèn luyện sức khoẻ tại Trung Quốc; ngày của Cha tại Đài Loan.